# Денисова-Радзинская, Елена Тимофеевна
Еле́на Тимофе́евна Дени́сова-Радзинская (в девичестве Укращёнок; род. 14 апреля 1960 года, Свердловск) — советская актриса театра и кино, филантроп, поэтесса. Получила известность в 1983 году, сыграв роль Виржинии Ренуар в фильме «Ищите женщину». Супруга драматурга и прозаика Эдварда Радзинского.

## Биография
Родилась 14 апреля 1960 года в Свердловске (ныне Екатеринбург). Отец — инженер-строитель из Беларуси, мать из Конотопа. Семья часто меняла места жительства. Своё детство Елена провела в Алма-Ате, а пятиклассницей переехала в Москву.

## Актриса
Втайне от родителей поступила в ГИТИС (их выбором для дочери был биофак МГУ). Во время учёбы и по окончании вуза (1981, курс Андрея Гончарова, однокурсниками были Антон Табаков, Ирина Аугшкап) служила в московских драматических театрах — имени Вл. Маяковского, имени А. С. Пушкина, имени К. С. Станиславского.
Ещё в 1979 году Елена снялась в 1-й серии телефильма Станислава Говорухина «Место встречи изменить нельзя» в эпизодической роли девушки на скамейке (недоступная ссылка), которая уходит вместе с ухажёром при появлении Васи Векшина. Известность пришла к актрисе в 23-летнем возрасте после фильма Аллы Суриковой «Ищите женщину», где Елена сыграла роль машинистки мэтра Роше Виржинии Ренуар. Хлёсткие характеристики из уст её героини — «цыпочки, модницы, прелестной блондинки и кокетки, одевающейся по последнему писку моды» — после выхода кинокартины на экраны разошлись на цитаты как афоризмы:

- «Если мода требует, то и рога носят»;
- «Если к Вам не прижимаются в метро, это не значит, что метро в Париже не существует»;
- «Девушку украшает скромность… если нет других украшений».

## Филантроп
Находясь на пике профессиональной востребованности, Елена, однако, оставила актёрскую карьеру в 1986 году, с подачи актёра Саида Багова, уверовав в Бога и полностью изменив свой стиль жизни. По собственному признанию актрисы, значимой в её жизни стала и состоявшаяся позже беседа с о. Александром Менем.
Ныне Елена занимается реабилитацией алко- и наркозависимых по христианской программе «12 шагов», проводя встречи с группами анонимных алкоголиков в храме Космы и Дамиана в Столешниковом переулке Москвы, навещает осуждённых к пожизненному заключению, устраивает благотворительные обеды для неимущих. В своей книге «Мы все из одной глины» (издательство «АСТ», 2016) описывает опыт работы с аутистами. Кроме того, она читает на радио свои стихи на библейские темы.

## Семья
Первый муж — Игорь Денисов, однокурсник по ГИТИСу, скончался от онкозаболевания.
- Сын — Тимофей Игоревич Денисов (род. 1983).

Второй муж — Эдвард Радзинский, драматург и прозаик, супруга моложе его на 24 года. Радзинский принимает участие во многих проектах и спонсирует деятельность супруги.

## Фильмография
1. 1979 — Место встречи изменить нельзя — девушка на скамейке;
2. 1982 — Ищите женщину — Виржиния Ренуар;
3. 1983 — Прости меня, Алёша — детская медсестра;
4. 1985 — Пять минут страха — актриса в театре.